# Мечеть Аладжа Мустафи-паші
Мече́ть Аладжа́ Мустафи́-паші́ (тур. Alaca Mustafa Paşa Camii) — історична мечеть, розташована в районі Байрамбей міста Іпсала, провінція Едірне, Туреччина.
Оскільки напис-присвята (кітабе) мечеті не зберігся до наших днів, точна дата її будівництва невідома. У деяких джерелах зазначається, що її збудував один із акинджийських беїв XV століття, Акинджи Мустафа-паша.